# Stazione di Kunitachi
La Stazione di Kunitachi (国立駅?, Kunitachi-eki) è una stazione ferroviaria di Kunitachi, città conurbata con Tokyo che serve la linea Chūō Rapida.

## Linee

### Treni
- East Japan Railway Company
  - ■ Linea Rapida Chūō